# Kirby's Dream Buffet
Kirby's Dream Buffet (カービィのグルメフェス?, Kābyi no Gurume Fesu) è un videogioco party della serie Kirby sviluppato da HAL Laboratory e pubblicato nel 2022 da Nintendo per Nintendo Switch.

## Sviluppo
Il gioco è stato annunciato nel luglio 2022. La data di uscita è stata confermata nel corso della settimana precedente alla distribuzione del gioco.